# Кайкан, Светлана Михайловна
Светла́на Миха́йловна Кайка́н (род. 6 августа 1978 года в Челябинске) — российская конькобежка. Участница зимних Олимпийских игр 2002 и 2010 годов. Выступала за  Челябинскую область, СК ВС РФ и СДЮСШОР-1, мастер спорта международного класса. 2-кратная чемпионка России в спринтерском многоборье, 6-кратная чемпионка России на 500 м, многократная призёр чемпионата России.

## Биография
Светлана Кайкан с раннего детства занималась фигурным катанием, но в возрасте 13 лет перешла в конькобежный спорт. В 1996 году она впервые участвовала в чемпионате России, а в 1998 году дебютировала на чемпионате мира среди юниоров в Розвилле, где заняла 14-е место в многоборье. Через год стала 3-й на чемпионате России в спринте. В феврале 2000 года впервые участвовала на чемпионате мира в спринтерском многоборье в Сеуле и заняла 24-е место. 
В 2002 году Светлана впервые участвовала на зимних Олимпийских играх в Солт-Лейк-Сити, где заняла 10-е место на дистанции 500 м и 23-е место на 1000 м. Её лучшим результатом на мировых первенствах было 8-е на дистанции 500 м в 2007 году на чемпионате мира на отдельных дистанциях в Солт-Лейк-Сити. 
Светлана отбиралась на Олимпиаду 2006 года Турине, но осталась за её бортом из-за сокращения квоты конькобежцев. Она была подавлена и обратилась за помощью к известному специалисту Барту Халтену, который своими советами помог ей переломить себя и уже в декабре 2006 она стала абсолютной чемпионкой в спринтерском многоборье на чемпионате России  и вновь вернулась в сборную. В феврале 2008 года на этапе Кубка мира в Инцелле Светлана заняла 3-е место в забеге на 500 м.
В то время она тренировалась в Инцелле под руководством Джереми Уотерспуна. В феврале 2010 года Кайкан пробилась на свои вторые зимние Олимпийские игры в Ванкувере и заняла там 22-е место в забеге на 500 м. Сезон 2010/2011 пропускала из-за рождения дочери. Вернувшись в спорт в октябре 2011 года стала чемпионкой России на 500 метрах и заняла 3-е место в спринтерском многоборье.   
На чемпионате мира в спринтерском многоборье в Калгари Светлана заняла 20-е место и на чемпионате мира на отдельных дистанциях в Херенвене стала 22-й на дистанции 500 м. В августе 2013 года заявила о завершении карьеры спортсмена.

## Спортивные достижения
| Соревнования/Сезоны                       | 1998 | 1999 | 2000 | 2001 | 2002 | 2003 | 2004 | 2005 | 2006 | 2007 | 2008 | 2009 | 2010 | 2011 | 2012 | 2013 |
| ----------------------------------------- | ---- | ---- | ---- | ---- | ---- | ---- | ---- | ---- | ---- | ---- | ---- | ---- | ---- | ---- | ---- | ---- |
| Зимние Олимпийские игры                   |      |      |      |      |      |      |      |      |      |      |      |      |      |      |      |      |
| 500 м                                     |      |      |      |      | 10   |      |      |      | -    |      |      |      | 22   |      |      |      |
| 1000 м                                    |      |      |      |      | 23   |      |      |      | -    |      |      |      | -    |      |      |      |
| Чемпионаты мира в спринте                 |      |      | 25   | -    | 24   | 21   | 21   | 20   | -    | 8    | 11   | -    | -    | -    | 20   |      |
| Чемпионаты мира на отдельных дистанциях   |      |      |      |      |      |      |      |      |      |      |      |      |      |      |      |      |
| 500 м                                     |      |      |      | 14   | *    | 13   | -    | 11   | *    | 8    | 9    | 14   | *    | -    | 22   |      |
| 1000 м                                    |      |      |      |      | *    | 18   | -    | 22   | *    | 12   | 22   | -    | *    | -    | -    |      |
| Чемпионаты России в спринте               |      |      |      | 2    | 2    | 1    | 2    | 2    | 1    | 2    | 3    |      |      |      | 3    |      |
| Чемпионаты России на отдельных дистанциях |      |      |      |      |      |      |      |      |      |      |      |      |      |      |      |      |
| 500 м                                     | 3    | 3    |      |      |      | 1    | 1    |      | 3    | 1    | 1    | 2    | 3    |      | 1    |      |

- * — Чемпионат не проводился

## Личная жизнь
Светлана Кайкан в 2002 году окончила Уральский государственный университет физической культуры со степенью магистра в области физической культуры. В 2009 году вышла замуж в Инцелле за известного голландского менеджера Марникса Вибердинка, который создал академию конькобежного спорта. Она уехала жить в Германию в город Инцелль. 24 декабря 2010 года в Нидерландах у них родилась дочь, которую назвали София-Мишелле. А 2 ноября 2012 года у них родился сын Никита.